# 象巢沫蝉属
象巢沫蝉属（学名：Sigmasoma）也作象棘蝉属，是半翅目巢沫蝉科（棘蝉科）的一个属，主要分布于东南亚等地区。
1982年中国学者曾创立一个新属新象棘蝉属（Neosigmasoma），现被认定为本属的次定同物异名。
截止2023年10月，世界头喙亚目在线数据库（3I World Auchenorrhyncha Database）收录本属3个有效种：
- Sigmasoma bifalcatum Schmidt, 1907
- 婆罗洲象巢沫蝉 Sigmasoma borneense (Baker, 1919)
- 新象巢沫蝉 Sigmasoma chakratongi Maa, 1963